# Conseil chinois pour la promotion de la réunification nationale pacifique
 (novembre 2021).
La mise en forme du texte ne suit pas les recommandations de Wikipédia : il faut le « wikifier ».
Les points d'amélioration suivants sont les cas les plus fréquents. Le détail des points à revoir est peut-être précisé sur la page de discussion.
- Les titres sont pré-formatés par le logiciel. Ils ne sont ni en capitales, ni en gras.
- Le texte ne doit pas être écrit en capitales (les noms de famille non plus), ni en gras, ni en italique, ni en « petit »…
- Le gras n'est utilisé que pour surligner le titre de l'article dans l'introduction, une seule fois.
- L'italique est rarement utilisé : mots en langue étrangère, titres d'œuvres, noms de bateaux, etc.
- Les citations ne sont pas en italique mais en corps de texte normal. Elles sont entourées par des guillemets français : « et ».
- Les listes à puces sont à éviter, des paragraphes rédigés étant largement préférés. Les tableaux sont à réserver à la présentation de données structurées (résultats, etc.).
- Les appels de note de bas de page (petits chiffres en exposant, introduits par l'outil «  Source ») sont à placer entre la fin de phrase et le point final[comme ça].
- Les liens internes (vers d'autres articles de Wikipédia) sont à choisir avec parcimonie. Créez des liens vers des articles approfondissant le sujet. Les termes génériques sans rapport avec le sujet sont à éviter, ainsi que les répétitions de liens vers un même terme.
- Les liens externes sont à placer uniquement dans une section « Liens externes », à la fin de l'article. Ces liens sont à choisir avec parcimonie suivant les règles définies. Si un lien sert de source à l'article, son insertion dans le texte est à faire par les notes de bas de page.
- La présentation des références doit suivre les conventions bibliographiques. Il est recommandé d'utiliser les modèles {{Ouvrage}}, {{Chapitre}}, {{Article}}, {{Lien web}} et/ou {{Bibliographie}}. Le mode d'édition visuel peut mettre en forme automatiquement les références.
- Insérer une infobox (cadre d'informations à droite) n'est pas obligatoire pour parachever la mise en page.

Pour une aide détaillée, merci de consulter Aide:Wikification.
Si vous pensez que ces points ont été résolus, vous pouvez retirer ce bandeau et améliorer la mise en forme d'un autre article.
Le Conseil chinois pour la promotion de la réunification nationale pacifique (CCPPNR) est une organisation faîtière, fondée en 1988, par le Département du travail du Front uni du Parti communiste chinois pour promouvoir l'unification entre la Chine continentale et Taïwan selon des termes définis uniquement par la république populaire de Chine,,. L'unification s'inscrit dans le cadre d'un pays, deux systèmes, bien que les critiques la qualifient d'annexion. Selon l'universitaire Anne-Marie Brady, en plus de promouvoir l'unification, « l'organisation s'engage également dans une série d'activités qui soutiennent les objectifs de la politique étrangère chinoise, y compris le vote par correspondance et la collecte de fonds pour les candidats politiques d'origine chinoise qui acceptent de soutenir le programme de l'organisation ». Le conseil principal supervise plus de 200 chapitres dans plusieurs pays.
Le groupe organise chaque année une conférence mondiale des Chinois d'outre-mer pour la promotion de la réunification pacifique de la Chine. Cet événement s'est tenu dans de nombreux pays et est coordonné par des conseils locaux et d'autres organisations de façade liées au Département du travail du Front uni,,,,.
Le conseil est présidé par Yu Zhengsheng et son vice-président est Sun Chunlan,. Aux États-Unis, un conseil de niveau national est enregistré en tant qu'association à but non lucratif appelée Association nationale pour l'unification pacifique de la Chine (NACPU) et n'est pas enregistré en vertu de la loi sur l'enregistrement des agents étrangers - Foreign Agents Registration Act (FARA),. En 2019, Li "Cindy" Yang, vice-présidente d'un conseil basé en Floride, a été arrêtée et condamnée après avoir tenté de pénétrer dans le Mar-a-Lago,.
Dans un discours en mai 2020, Li Keqiang a abandonné le mot "pacifique" lorsqu'il a fait référence à la « réunification » avec Taïwan. En septembre 2020, le secrétaire d'État américain Mike Pompeo a déclaré que le département d'État avait commencé à examiner les activités du CCPPNR aux États-Unis. En octobre 2020, le département d'État a désigné le CCPPNR comme une « mission étrangère » de la République populaire de Chine,.

## Réaction
Des universitaires et des observateurs ont noté que le conseil et ses événements font partie du programme d'influence politique du Parti communiste chinois et que Taïwan n'a jamais été auparavant sous le contrôle du Parti communiste chinois,.
En 2019, il a été signalé que la branche basée en Australie, le Conseil australien pour la promotion de la réunification pacifique (ACPPRC), n'était pas enregistrée en tant qu'agent étranger, même s'il agit pour influencer la politique australienne,,. L'ACPPRC était auparavant dirigé par Huang Xiangmo, ensuite été interdit d'entrée en Australie pour des raisons de sécurité nationale.